# Il pretore di Cuvio
Il pretore di Cuvio è un romanzo di Piero Chiara uscito nel 1973 per i tipi di Arnoldo Mondadori Editore.
Come in molte opere dello scrittore luinese, le storie dei personaggi coinvolti si intrecciano sullo sfondo di un universo provinciale (il Varesotto e le Valli Varesine), in cui sono racchiusi, in scala ridotta, svariati i vizi e virtù dell'umanità.

## Trama
Il romanzo è ambientato essenzialmente nei primi anni 1930 e narra la vita di Augusto Vanghetta, già studente di legge presso l'Università di Pavia, laureato fortunosamente nel 1915, per sei anni praticante notaio, poi elevato alla carica pretore, per mezzo della Legge Mortara, decreto dell'omonimo ministro, per rimpiazzare le file della magistratura, decimata dalla prima guerra mondiale, concedendo l'accesso alle relative cariche a tutti i laureati iscritti da almeno cinque anni all'albo degli avvocati e notai. L'uomo si insedia dopo esperienze a Cantù e in Piemonte, nel borgo di Cuvio, località della Valcuvia. Cinquantenne, egli è un uomo basso, tarchiato, grassottello e barbuto; seppur poco attraente, egli è caratterizzato da una prestanza virile ed un'istanza sessuale compulsiva. Complice il prestigio della sua carica, egli può attrarre e sedurre donne di ogni età ed estrazione sociale. Onde soddisfare questo bisogno, frequenta numerosi bordelli in tutto il nord Italia. A far le spese di questa vita libertina è sua moglie, Evelina Andreoletti, brianzola d'origine, di vent'anni più giovane del coniuge, il quale l'aveva sposata anche e soprattutto per la ricca eredità di cui era unica beneficiaria. Costei, in origine donna bella ed attraente, a fianco di un simile marito langue e sfiorisce, provata dalla solitudine e dai continui tradimenti. Tale deperimento le impedisce di avere figli, sicché il Vanghetta stesso (dopo averla fatta visitare da numerosi medici) si rassegna a considerarla sterile e pressoché moribonda, ripiegando con altre donne.
Distaccato dalla politica e dall'ideologia, nonostante l'epoca della dittatura, egli esercita di rado la sua funzione di pretore: le proprie giornate sono assorbite dalle visite rese e ricevute dalle amanti. L'ambulatorio annesso al gabinetto di pretura diviene addirittura una sorta di alcova. Per essere definitivamente sgravato dalle sue incombenze, il Vanghetta decide di assumere un assistente, il giovane avvocato Mario Landriani, per il quale ottiene la nomina a vicepretore, e sul quale scarica tutte le prerogative di sua spettanza, ivi compreso il trasporto delle sue amanti, fiducioso che il giovane non abbia pulsioni attrattive verso di loro. Effettivamente il Landriani, uomo di bell'aspetto, ma molto riservato, pare interessarsi solo al suo lavoro e al suo unico hobby, la caccia.
Nel tempo libero, il Vanghetta coltiva l'arte della drammaturgia: compone e mette in scena un'opera teatrale a sfondo amoroso (L'amore è un'equazione, ovvero Ramiro e Isidora) allo scopo di renderne protagonista una sua amante particolarmente affascinante, focosa e restìa a concederglisi: la "contessa" Armandina Regner de Montfleury, nata Cazzola, ex moglie di un diplomatico francese, nonché donna di facili costumi, con una vasta rete di amicizie e clientele altolocate. La première viene programmata presso il teatro di Montegrino: per essere sicuro di avere la sala piena, il Vanghetta fa predisporre dei torpedoni che girano tutta la Valcuvia a raccogliere pubblico.
La sera della presentazione, a teatro tutto sembra andare per il meglio: l'opera ha un buon successo e il Vanghetta riesce infine a ritirarsi con la contessa nei camerini e a consumare l'ennesima seduzione, quando d'un tratto un furioso nubifragio si abbatte sul borgo e causa il crollo del tetto della sala, che in pochi istanti si allaga. Il pubblico scappa disordinatamente; nella calca, due persone muoiono e tre restano ferite. Il pretore, uscito in fretta dai camerini, sale in macchina con la contessa e si allontana verso la residenza di lei, non prima di aver affidato al Mario Landriani la moglie, con l'ordine di riportarla a casa a Cuvio. L'avvocato fa quindi accomodare Evelina in macchina e parte verso la Valcuvia. Poco dopo Cassano Valcuvia, la strada principale (l'odierna Strada statale 394) è tuttavia interrotta da alcuni alberi abbattuti dalla tempesta, sicché il giovane avvocato decide di deviare su una strada secondaria (oggi Strada provinciale 62) con l'intento di raggiungere Cuvio passando per Castello Cabiaglio. Arrivato a Brinzio, decide di inoltrarsi nei boschi circostanti, raggiunge il suo casino di caccia ivi situato e lascia che Evelina vi entri a cambiarsi e riposarsi, mentre lui si corica in macchina.
L'indomani mattina, al suo risveglio, il Landriani si ritrova Evelina china su di lui, intenta a contemplarlo: stupito e frastornato dalla visione, fa per scostarsi, ma involontariamente finisce tra le braccia di lei. Ciò fa scattare il "colpo di fulmine": i due prendono a baciarsi lungamente ed appassionatamente. Una volta riusciti a ricomporsi, il Landriani rimette in moto la macchina e riparte con la signora alla volta di Cuvio.
Da qui inizia la loro storia d'amore, favorita dal fatto che il Vanghetta, ignaro di tutto, per avere il suo assistente sempre a disposizione, lo convince a venire ad abitare a casa sua. Diventa così facilissimo per loro trovarsi e consumare il rapporto, anche perché il pretore non "tocca" più Evelina ormai da anni e non dorme neppure insieme a lei. La domestica di casa, Rosa Malcotti, è compiacente e all'occorrenza fa da "palo" ai due amanti. Ogni tanto inoltre, i due ritornano al casino di caccia; durante una di queste escursioni, Evelina perde una spilla tempestata di gemme, dono del marito.
La storia d'amore porta grandi benefici per Evelina, la quale pian piano "ritorna alla vita": anche i medici giungono a ritenerla guarita dai suoi mali misteriosi (che infatti erano dovuti alla spregiudicatezza del coniuge).
Qualche tempo dopo, Evelina rivela al marito, che a sua volta si era assai stupito del suo "rifiorire", che i medici l'hanno trovata incinta. Il Vanghetta, furioso dinnanzi alla prova incontrovertibile di essere stato a sua volta cornificato, subito cerca di scoprire chi sia il responsabile. I pochi indizi che raccoglie portano al Landriani, ma tanta è la fiducia che ripone nel suo vice-pretore che rifiuta categoricamente di credere a questa eventualità. Per evitare di suscitare troppe chiacchiere tra la popolazione di Cuvio, decide finanche di riconoscere il nascituro come suo legittimo figlio.
In questo periodo, il Vanghetta riceve altresì l'incarico di difendere un importante ingegnere delle strade ferrate, il dottor Pepere Lopez, responsabile delle tramvie della Valcuvia, accusato di aver provocato per negligenza un grave incidente tranviario con morti e feriti. In tribunale il pretore però si dimostra impacciato e poco brillante, tanto che il processo di primo grado viene perso, e l'ingegner Lopez decide di licenziarlo. Da lì inizierà la parabola discendente della sua carriera di leguleio.
Qualche giorno dopo il Vanghetta, di ritorno da Varese, dove aveva invano cercato notizie sul padre del figlio di Evelina, avendo un bisogno fisiologico, arrivato a Brinzio raggiunge il capanno di caccia del Landriani. Nel prato circostante, casualmente trova la spilla della moglie, a conferma del fatto che l'amante di Evelina è proprio il suo fido Landriani. Tuttavia decide di non fare nulla, anche e soprattutto per rassegnazione: Mario continua a risiedere a casa sua e a coltivare il rapporto con Evelina.
Il bambino nasce il 21 aprile 1933, ma Evelina si affatica a tal punto nel parto da subìre un collasso, che cinque giorni dopo la porta alla morte. Da quel momento, nel giro di una settimana, sia il Vanghetta che il Landriani lasciano la dimora di Cuvio. L'ormai ex pretore se ne va a Milano, dove tenta con scarsa fortuna di riprendere l'attività forense; ben presto rimane povero in canna, si riduce a mangiare in locali economici e si ubriaca frequentemente: ormai neppure le visite ai bordelli riescono a rinfrancarlo. Morirà poco tempo dopo, all'età di 56 anni, travolto da un tram. Il Landriani invece morirà combattendo sul fronte greco-albanese nel 1941. Del figlio di Evelina si perdono invece le tracce.
Molto tempo dopo giunge a Cuvio un individuo misterioso sui trent'anni, sedicente rappresentante di commercio che interroga i locali su un certo pretore Vanghetta, del quale nessuno pare ricordare, tranne un anziano Cavaiotti, ex messo comunale che gli riporta con dovizia di particolari la tresca tra Evelina e il vice pretore, dalla quale sarebbe nato un figlio, cui era stato imposto il nome Ramiro, poi misteriosamente scomparso.
Una volta visitata la tomba della donna nel cimitero comunale, egli apparentemente soddisfatto paga il conto dell'albergo ed abbandona il posto. Incuriosito, il Cavaiotti risale alle generalità del misterioso visitatore, risultando un tale Giuseppe Perucchetti, originario di Ancona.
Un capitano dei Carabinieri, giunto sul posto rivela ai presenti come il misterioso individuo fosse  Ramiro Vanghetta, figlio di Evelina Andreoletti, pluripregiudicato, latitante e ricercato. Il romanzo si conclude con la raccomandazione dell'ufficiale ad allertare tempestivamente le forze di polizia, nel caso qualcuno abbia notizie del sospettato, e con la predizione (ad opera del narratore) della morte ormai imminente di quest'ultimo.

## Accoglienza del pubblico
Il romanzo fu uno dei migliori bestseller di Piero Chiara: nell'anno di pubblicazione vendette 130 000 copie, e nel 1976 fu inserito dalla Arnoldo Mondadori Editore nella collana degli Oscar.

## Cinema

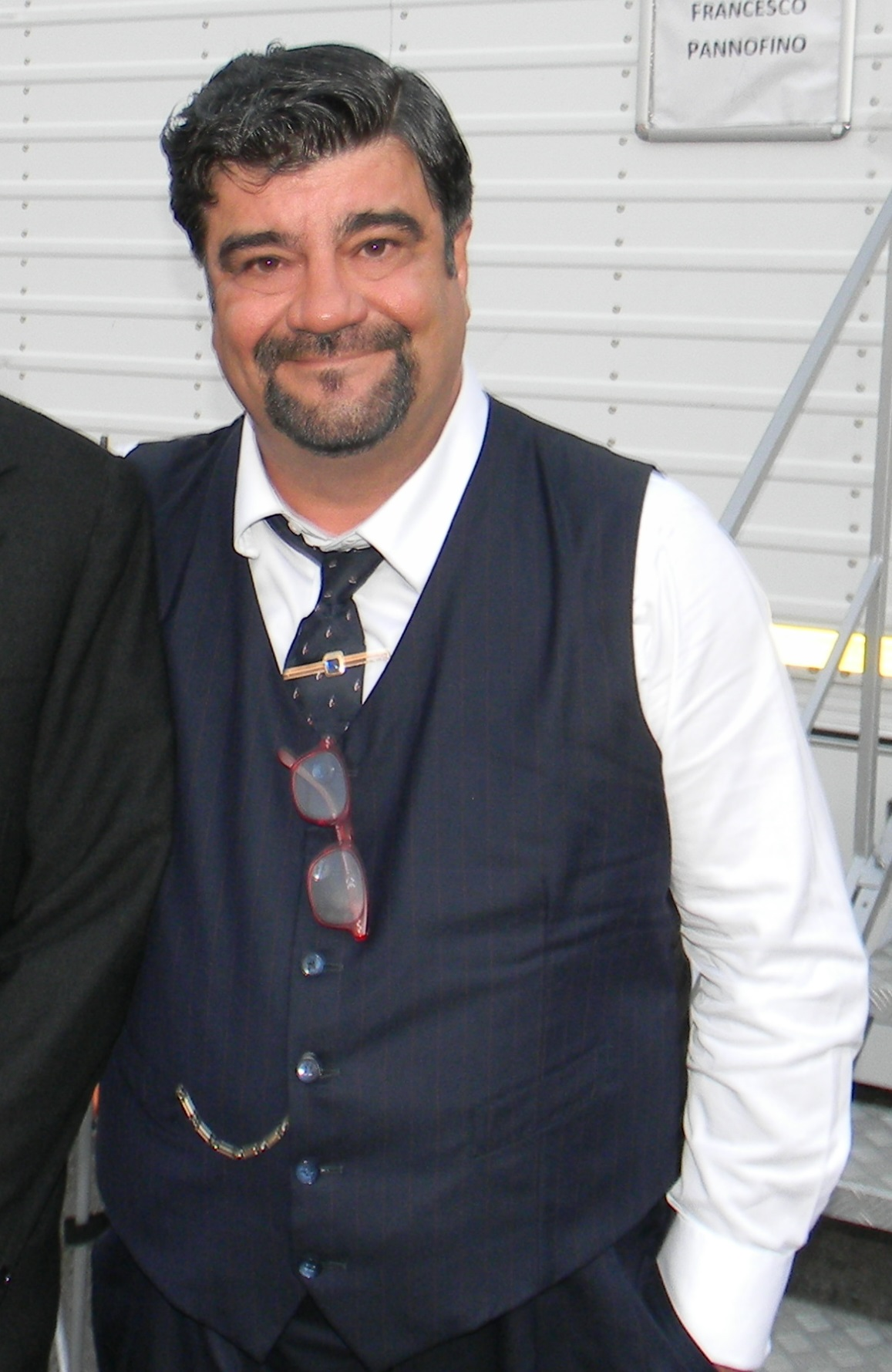
Francesco Pannofino nei panni del pretore (2013).

Similmente a quanto fatto per molte sue opere, anche per Il pretore di Cuvio Piero Chiara aveva abbozzato un adattamento della trama per un'eventuale riduzione cinematografica, che però non fu mai realizzata: lo stesso scrittore luinese e il suo collaboratore Federico Roncoroni (critico letterario e pedagogo, che poi riceverà la gestione esclusiva dei diritti sulle opere di Chiara) per tre volte, tra gli anni 1970 e 1980, rifiutarono offerte di realizzazione del film, non ritenendole all'altezza del romanzo
Dopo la morte di Chiara, nel 1986, l'interesse del mondo del cinema per Il pretore di Cuvio si spense, finché tra il 2010 e il 2011 l'attrice luinese Sarah Maestri si mise in contatto con Roncoroni per proporgli nuovamente di realizzare l'adattamento del romanzo.. Roncoroni accettò e, il 22 luglio 2013, partirono le riprese del film, intitolato Il pretore, prodotto da Lime Film e Chichinscì srl, e diretto da Giulio Base, con Francesco Pannofino nel ruolo del pretore Augusto Vanghetta, Mattia Zaccaro Garau all'interpretazione dell'avvocato Landriani e la stessa Sarah Maestri in quello della moglie Evelina. Le riprese, effettuate principalmente in varie località del Varesotto, si conclusero il 5 settembre 2013.